# كيرك بوتكن
كيرك بوتكن (بالإنجليزية: Kirk Botkin)‏ هو لاعب كرة قدم أمريكية أمريكي، ولد في 19 مارس 1971.

## وصلات خارجية
- كيرك بوتكن على موقع مرجع كرة القدم المحترفة.كوم (الإنجليزية)